# Siraiki
Siraiki (även saraiki) är ett indoariskt språk som talas mest i den pakistanska provinsen Punjab.